# 卡洛·佩莱格里尼 (1838年)

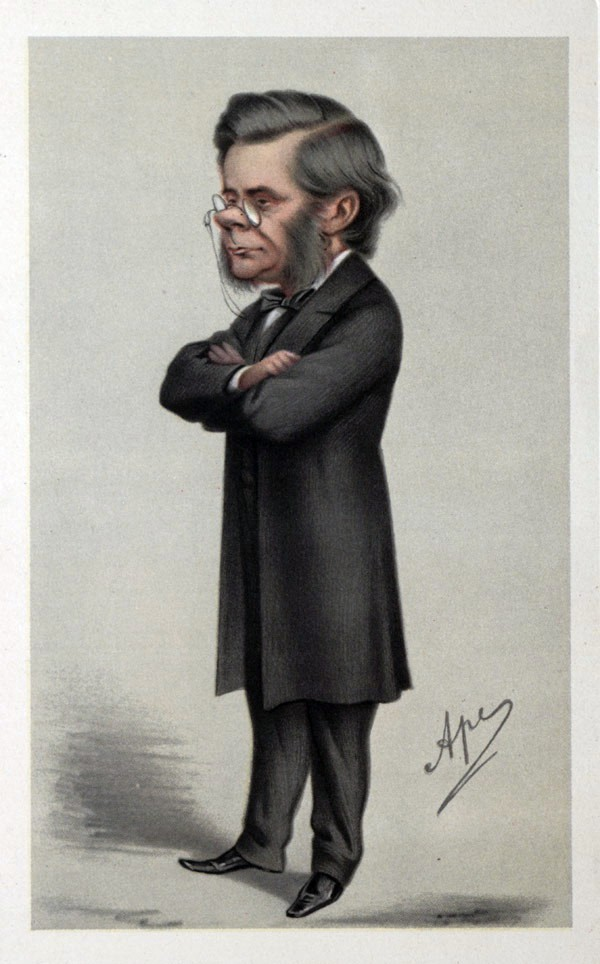
卡罗·佩莱格里尼的漫画

卡洛·佩莱格里尼（義大利語：Carlo Pellegrini，1838年3月—1889年1月22日），生于卡普阿，意大利漫画家。

## 生平
1865年来到伦敦，受聘于双周刊《名利场》杂志（1868年-1914年间出版），最早其画作的签名是“singe”（法语中的“猴”），后来的签名，也是他更为著名的签名，是“Ape”（英语中的“猿”）。
1869年佩莱格里尼为杂志画了一副前任英国首相本杰明·迪斯雷利的漫画，这是第一幅出现在杂志上的彩色平版印刷品，立刻受到了民众极大的欢迎。从这幅作品开始，《名利场》杂志陆续刊登了超过两千幅的漫画，人物涉及艺术家，政治人物和科学家等，获得了极大的成功。虽然后来的由莱斯利·沃德创作，署名为“间谍”的部分漫画更为人熟知，但有的收藏者认为由佩莱格里尼创作的部分更有艺术上和技术上的优势。
佩莱格里尼是伦敦牛排俱乐部的成员。在俱乐部里，他结识了詹姆斯·惠斯勒，后来受到了惠斯勒的巨大影响。事实上，他甚至试图按照惠斯勒的画风来创作肖像，但这一尝试只获得了有限的成功。

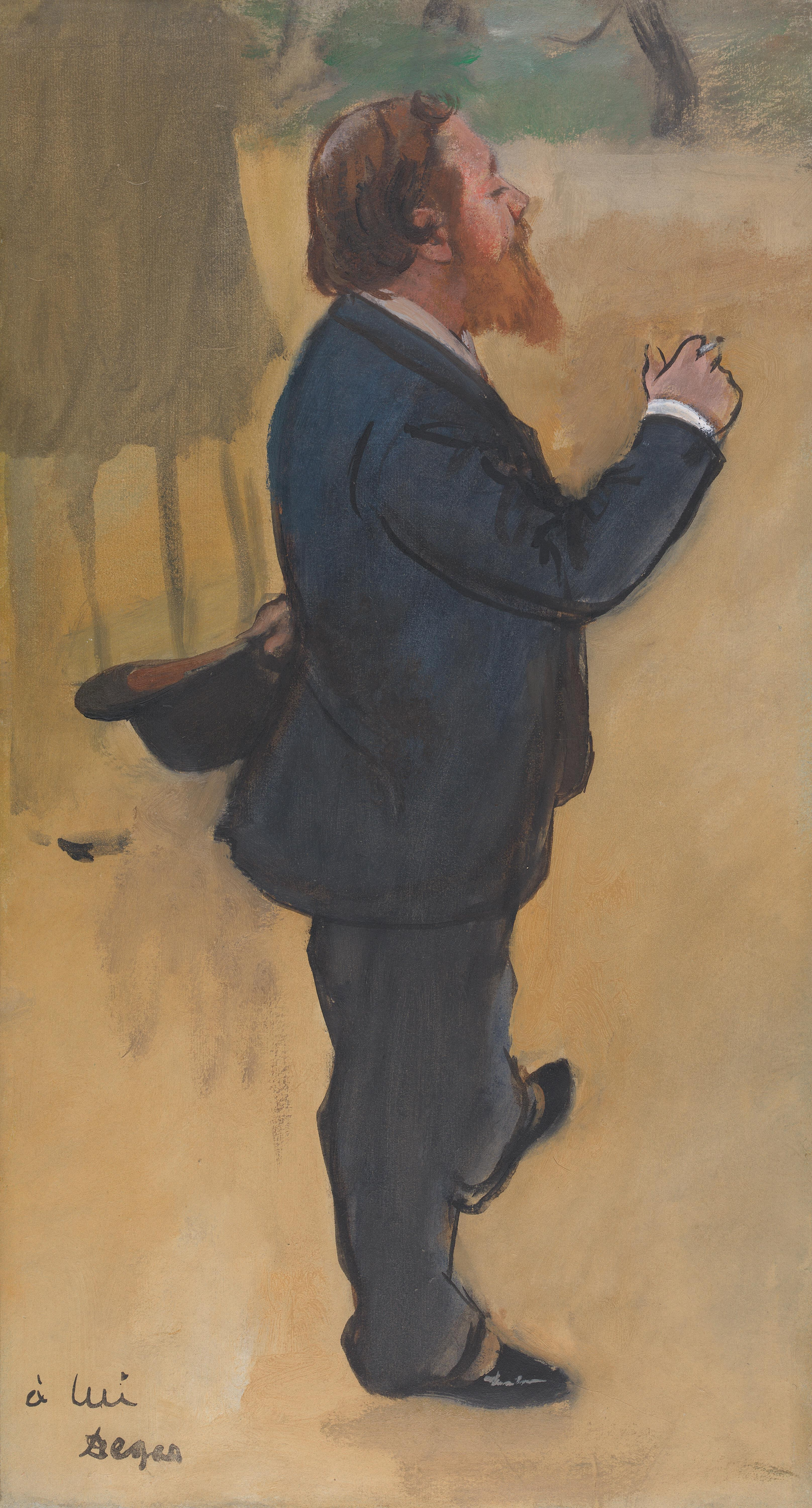
德加所绘佩莱格里尼肖像

从1874年直至1888年,佩莱格里尼是艺术俱乐部的成员，1870年代佩莱格里尼在伦敦结识了同为艺术俱乐部成员的法国印象派画家埃德加·德加，随后在大约1876-1877年画有德加的肖像，并题上“àvous/Pellegrini”（给你/佩莱格里尼）。作为回报，德加也画了佩莱格里尼的画像，题上同样格式的签名。